# El andén
El andén es una película española de drama de 1952, aunque no fue estrenada hasta 1957, dirigida por Eduardo Manzanos Brochero y protagonizada en el papel principal por Jesús Tordesillas.
La película está basada en la novela homónima escrita por Manuel Pilares.
Por su papel en la película, Jesús Tordesillas fue galardonado con la Medalla del CEC al mejor actor principal.

## Sinopsis
Al jefe de estación del pequeño pueblo castellano de Vallina le ha llegado la hora de la jubilación tras cuarenta años de servicio trabajando en el mismo andén. En dicho pueblo solo paran dos trenes, uno que deja el correo y un tren de mercancías. La gente del pueblo le organiza un homenaje y él, en agradecimiento, despliega el banderín rojo y hace parar el TALGO a su paso por la estación. De esta manera hace realidad el sueño de mucha gente del pueblo, que siempre lo veía pasar de largo a gran velocidad. Pero su acción no será bien vista por la dirección de Renfe que le sancionará. La respuesta y movilización del pueblo no se hace esperar.

## Reparto
- Jesús Tordesillas como Don Javier
- Marisa de Leza como Pilar
- José Bódalo como Manuel
- José Luis Ozores como Joselón
- Félix Dafauce como	Don Marcos
- Juan Calvo como Alcalde
- Miguel Pastor como Don Víctor
- Rafael Alonso como Escribiente
- Teresa Gracia como	Emma
- Fernando Rey como Don Enrique
- Ana de Leyva como Doña María
- Arturo Marín como Presidente Consejo de Administración RENFE
- Lilián de Celis

## Premios
8.ª edición de las Medallas del Círculo de Escritores Cinematográficos
| Categoría             | Persona           | Resultado |
| --------------------- | ----------------- | --------- |
| Mejor actor principal | Jesús Tordesillas | Ganador   |